# Buphagidae

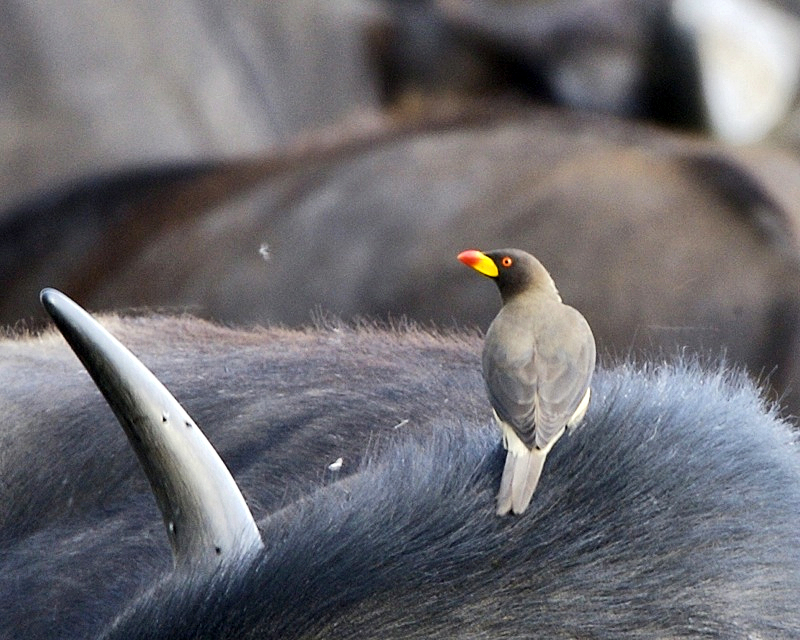
Picabueyes piquigualdo (Buphagus africanus).

Los bufágidos o picabueyes (Buphagidae) son una familia de aves paseriformes que contiene solo dos especies; algunos ornitólogos las consideran como  subfamilia Buphaginae dentro de la familia Sturnidae (estorninos), pero parecen ser muy diferentes (ver por ejemplo Zuccon et al. 2006). Los picabueyes son endémicos de las sabanas subsaharianas de África.

## Filogenia
De acuerdo con los estudios más recientes sobre la filogenia de la superfamilia Muscicapoidea (Cibois & Cracraft 2004, Zuccon et al. 2006, Lovette & Rubenstein 2007), los picabueyes son una línea antigua relacionada con Mimidae (los sinsontes y cuitlacoches americanos) y con los estorninos, pero no particularmente cercano de ninguno de los dos. Considerando la biogeografía conocida de estos grupos, la explicación más plausible parece la de que el linaje de Buphagus se originó Asia oriental o sudoriental como los otros dos (Zuccon et al. 2006). Esto haría a las dos especies de Buphagus algo así como fósiles vivientes y demuestra elegantemente que tales remanentes de la evolución pasada pueden poseer adaptaciones automórficas sorprendentes y únicas.

## Morfología y comportamiento
Sus plumajes son de color castaño claro, y las especies pueden ser distinguidas por el color del pico. Anidan en huecos, a menudo en paredes, forrados con pelo arrancado de ganado, y ponen 2 o 3 huevos. Los picabueyes son como estorninos de tamaño medio con fuertes pies. Su vuelo es fuerte y directo, y son bastante gregarios. Su hábitat preferido es el campo abierto, y se alimentan de insectos.

### Relaciones interespecie
Los nombres científico y comunes surgen del hábito de posarse sobre grandes mamíferos, tanto salvajes como domésticos, tales como vacas o rinocerontes, para así comerles las garrapatas, tábanos,  larvas y otros parásitos que se alojan en la piel del mamífero que debe ser escarbada para sacar los animales. Esta práctica se pensaba que era mutualista, sin embargo, su alimento favorito es la sangre, y mientras extraen garrapatas ensangrentadas, también se alimentan de ella directamente, picando en las heridas del mamífero para mantenerlas abiertas. Por lo tanto, puede ser al mismo tiempo una relación parásita.

## Especies
Se reconocen las siguientes especies:
- Buphagus erythrorynchus, picabueyes piquirrojo, de África oriental.
- Buphagus africanus, picabueyes piquigualdo, de la mayor parte del África subsahariana.